# Пастка середнього доходу
Пастка середнього доходу — ситуації в економічному розвитку, коли країна, яка досягає певного доходу (в зв'язку з певною перевагою), застряє на цьому рівні. За класифікацією Всесвітнього банку існує два типи рівня середнього доходу країни (за ВНП на душу населення):
- нижче середнього, що складає від 1026 дол. США до 3995 дол. США;
- вище середнього, що складає від 3996 дол. США до 12375 дол. США[2].

Відповідно, існують пастки доходу нижче та вище середнього, які визначаються кількістю років перебування країни в певному діапазоні рівня доходу. Країни, які мають рівень доходу нижче середнього більше 28 років, знаходяться у пастці доходу нижче середнього; країни, які мають доходи вище середнього більше за 14 років, перебувають у пастці доходу вище середнього, відповідно.
Пастка середнього доходу виникає, коли зростання економіки країни сповільнюється і в кінцевому підсумку зупиняється після досягнення середнього рівня доходів. Проблема зазвичай виникає, коли країни, що розвиваються застряють посередині в зв'язку з зростанням заробітної плати і зниженням  цінової конкурентоспроможності, і не в змозі конкурувати як з розвиненими економіками з високою кваліфікацією і інноваціями, так і з економіками з низькими доходами, низьким рівнем заробітної плати і дешевим виробництвом промислових товарів.
У міру зростання заробітної плати виробники часто виявляються не в змозі конкурувати на експортних ринках з іншими країнами з більш низькими витратами виробництва. У той же час вони як і раніше відстають від передових країн з більш високою вартістю продукції.
Як правило, країни, захоплені в пастку середнього доходу мають:
- низький рівень інвестицій;
- повільне зростання виробництва;
- слабку диверсифікацію  промисловості;
- погані умови на  ринку праці.

Така пастка середнього доходу мала місце, наприклад, в ПАР і Бразилії протягом багатьох десятиліть, в період, який Всесвітній банк називає діапазоном середнього доходу. Бразилія отримала статус країни з середнім рівнем доходу за рахунок багатої ресурсної бази, яка дала змогу зростанню економіки на 6%. Однак через період стагнації з 1978 р. Бразилія "застрягла" в пастці середнього доходу, що пояснюється неможливістю повторного використання стратегій, які допомогли перейти Бразилії до середнього рівня доходів.
Для того, щоб уникнути пастки середнього доходу необхідний перехід до стратегії впровадження інновацій (нових процесів) і пошук нових ринків збуту для підтримки зростання експорту. Також важливо нарощування внутрішнього попиту. Зростаючий середній клас може використовувати збільшення купівельної спроможності, щоб купувати високоякісні інноваційні продукти, що допомагає стимулювати зростання.
Найбільшою проблемою є перехід від економічного зростання, орієнтованого на ресурси, і який залежить від дешевої робочої сили і капіталу, на зростання, засноване на високій продуктивності і інноваціях. Це вимагає  інвестицій в інфраструктуру і освіту.

## Приклади виходу країн з пастки середнього доходу

### Японія
У грудні 1960 р. Хаяко Ікеда, прем'єр-міністр Японії, запропонував модель підвищення доходів населення удвоє за 10 років, що піддавалося великим сумнівам. Для досягнення даної мети було введено низку заходів:
- Були підвищені ціни на сільськогосподарську продукцію, що стимулювало ефективність виробництва в даній сфері.
- Для полегшення запозичень та зменшення витрат для підприємств у сфері промисловості було знижено податки та процентні ставки.
- Були введені інвестиції в інфраструктуру, комунікації та технологічні інновації.

Таким чином, ВНП виріс удвічі за шість років, які називалися "золотими шістдесятими" Японії. 

### Південна Корея
Для виходу Південної Кореї з пастки середнього доходу необхідно було подолати невідповідність життя між міським та сільським населенням, що було основною причиною перебування Південної Кореї в пастці середнього доходу. Фундаментом боротьби було поліпшення основних умов життя та навколишнього середовища, що враховуючи культурні цінності країни Азії, спонукало поширенню даного руху на фабрики та міста, що стало модернізаційним рухом. У 1990-х роках рівень урабнізації Південної Кореї досяг 70% на ряду з скороченням сільського населення до менш, ніж 10%, що стало рушійною силою для досягнення Підвенної Кореї рівня високого доходу. 

### Сінгапур
З 1980-х політика Сінгапуру сконцентрувалася на розвитку саме середнього класу завдяки розвитку освіти шляхом введення інвестицій в дану сферу. Витрати на освіту складали 12% від державного бюджету. 

### Ресурси Інтернету
- Россия в следующем году угодит в ловушку и может потерять десятилетие. Финмаркет. 22 листопада 2012.
- России предсказали попадание в "ловушку среднего дохода". Lenta.ru. 22 листопада 2012. Архів оригіналу за 23 січня 2013. Процитовано 23 листопада 2017.
- Андрей Шапенко (12.11.2015, 10:05). Назад в СССР: почему надо помнить об экспорте, пытаясь заместить импорт. Экономика (рос.). РБК. Процитовано 21 грудня 2015.